# Schismatoglottis motleyana
Schismatoglottis motleyana là một loài thực vật có hoa trong họ Ráy (Araceae). Loài này được (Schott) Engl. miêu tả khoa học đầu tiên năm 1912.